# Station Schaan-Vaduz
Station Schaan-Vaduz is een station in Schaan (gemeente Schaan), de grootste stad van Liechtenstein, dat ook wordt gebruikt door de inwoners van Vaduz, de hoofdstad van het kleine vorstendom. Het is een van de drie stations van Liechtenstein. Het station ligt aan de spoorlijn Feldkirch – Buchs.

## Treindienst
| Serie | Treinsoort      | Route                            | Bijzonderheden    |
| ----- | --------------- | -------------------------------- | ----------------- |
| R     | Stoptrein (ÖBB) | Feldkirch – Schaan-Vaduz – Buchs | Ook bekend als S2 |

## Afbeeldingen

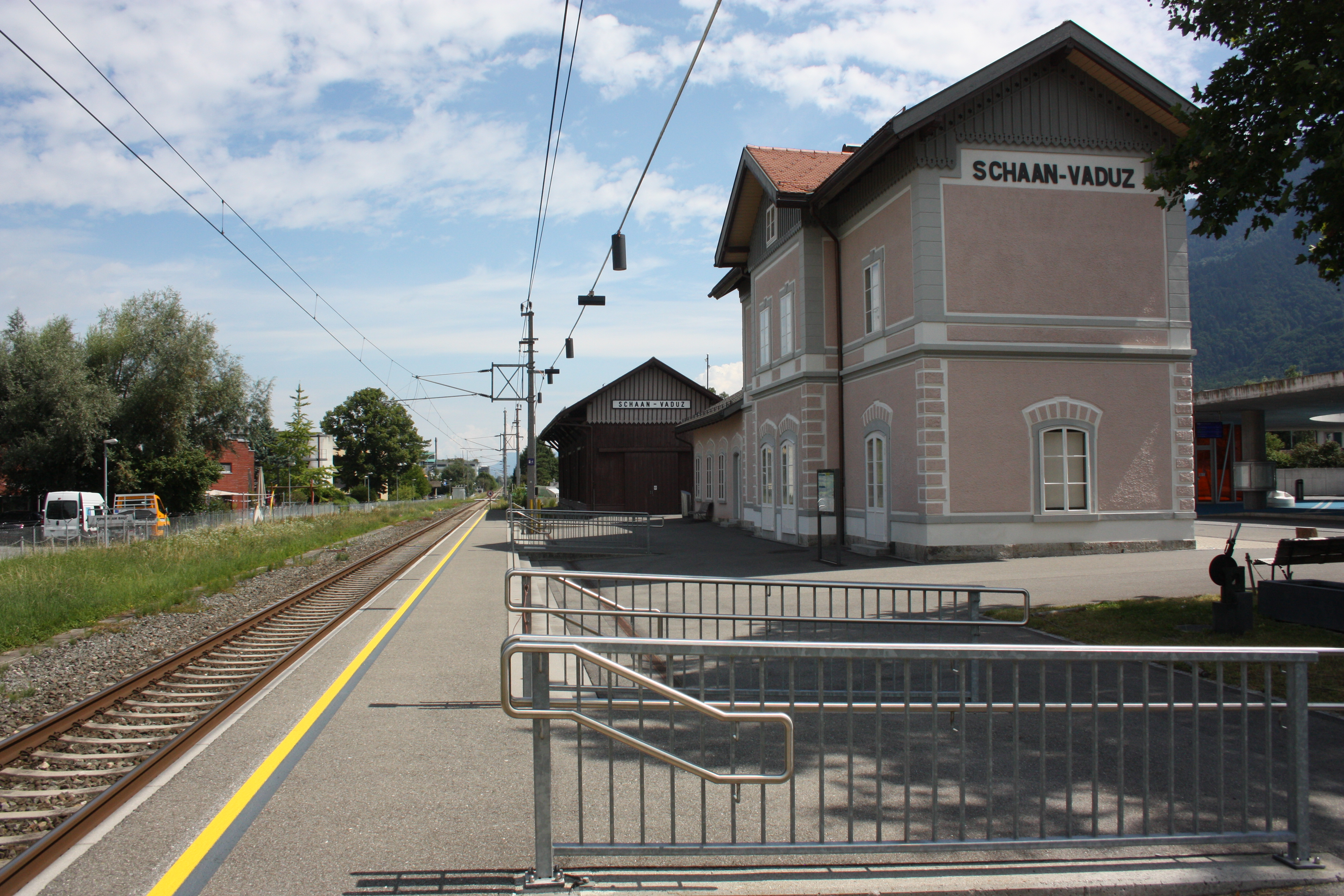
Het station in 2025
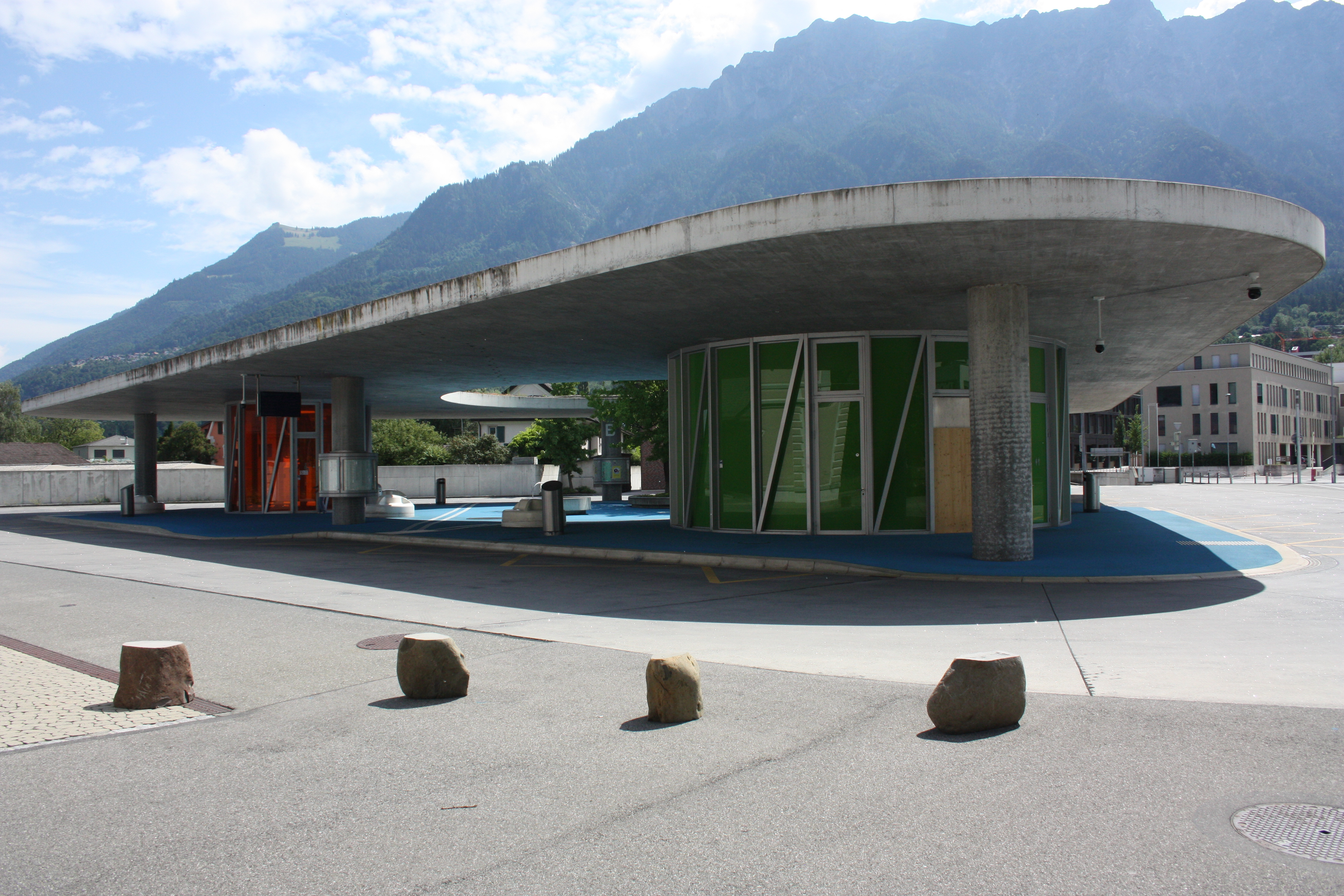
Busstation